# Warleigh
Warleigh – przysiółek w Anglii, w Somerset, w dystrykcie (unitary authority) Bath and North East Somerset. Warleigh jest wspomniana w Domesday Book (1086) jako Herlei/Heorleia.